# Сеутская стена
Сеу́тская стена́ (исп. Valla de Ceuta) — система пограничных сооружений, отделяющих испанский полуэксклав Сеута от королевства Марокко. Построена в 1993 году на средства ЕС с целью защиты Европы от неконтролируемого наплыва нелегальных мигрантов из Африки. Длина стены 8,4 км.
Представляет собой параллельные заградительные сооружения 6-метровой высоты, защищённые колючей проволокой, между которыми устроен проезд для патрулей. Стена оснащена видеокамерами, датчиками шума и движения, призванными выявить попытки пересечения стены со стороны нелегальных эмигрантов и контрабандистов.
В ночь на 1 января 2017 около 1100 африканцев пытались пересечь границу Марокко с испанским эксклавом Сеута. Десятки людей забрались на вершину шестиметровых заграждений, откуда их снимали с помощью кранов. Только двое получивших травмы африканцев были доставлены в больницы Сеуты. Остальные были отправлены обратно в Марокко.